# The Legend of Zelda: Oracle of Seasons et Oracle of Ages
The Legend of Zelda: Oracle of Seasons et The Legend of Zelda: Oracle of Ages (ou simplement Oracle of Seasons et Oracle of Ages) sont deux jeux d'action-aventure de la série The Legend of Zelda développés par Flagship et édités par Nintendo en mai 2001 sur Game Boy Color. Ce sont les septième et huitième épisodes de la série The Legend of Zelda.
Le joueur contrôle le personnage nommé Link, le déplace dans une carte du monde en vue de dessus et combat des monstres, résout des énigmes et fait progresser son personnage grâce à différents items qu'il trouve ou qu'il obtient. Dans Oracle of Seasons, Link se retrouve dans le pays d'Holodrum dans lequel il voit le général des ténèbres Onox kidnapper Din, l'oracle des saisons. Dans Oracle of Ages, Link se retrouve à Labrynna où la sorcière Veran possède l'esprit de Nayru, l'oracle des âges. L'intrigue principale est dévoilée quand le joueur finit les deux jeux. Les objets principaux sont le sceptre des saisons, qui permet de contrôler les saisons à Holodrum et la harpe des âges, qui permet à Link de voyager dans le temps dans Labrynna. Avant de pouvoir infiltrer le château d'Onox et la tour de Veran, Link doit obtenir les huit essences de la nature et des huit essences du temps, qui sont cachées et gardées dans les donjons et protégées par des boss. Un code fourni par l'un des jeux, permet dans l'autre de poursuivre la quête et inversement.
Le développement est assuré par le studio Flagship sous la supervision de Yoshiki Okamoto, qui reprend les graphismes de Link's Awakening DX. Le projet consiste à créer une trilogie composée de trois jeux interconnectés dans le même univers, et jouables dans n'importe quel ordre. Face à la complexité de la tâche, un des jeux est annulé.
Oracle of Seasons et Oracle of Ages sont tous deux un succès commercial avec au total 8 millions de ventes et reçoivent de très hautes notes et des critiques élogieuses de la part de la presse spécialisée. Le jeu est réédité sur la console virtuelle de la Nintendo 3DS en 2013.

## Trame

### Oracle of Seasons

#### Univers
Oracle of Seasons se déroule dans le royaume de Holodrum. On peut explorer cet univers pendant les quatre saisons : printemps, été, automne, hiver. Chaque lieu dispose de sa propre saison (sauf le village Horon où la saison change à chaque fois que le joueur y revient) mais il est possible de changer les saisons grâce au sceptre des saisons en allant voir les esprits des saisons dans le temple. Une fois le jeu fini, les saisons se remettent en ordre et c'est toujours le printemps bien qu'il soit toujours possible de modifier les saisons avec le sceptre des saisons.
Il existe un autre monde Subrosia qui se trouve sous terre auquel le joueur peut accéder où il n'y a aucune saison. C'est en ce lieu qu'est tombé le temple des saisons au début de l'aventure.

#### Personnages
- Link est le héros du jeu et de la série. Ce jeune hylien vêtu de vert est un fameux guerrier venu du royaume d'Hyrule, pays de la princesse Zelda. La Triforce l'a conduit en Holodrum. Il doit sauver Din et tout le pays du général Onox.
- Onox est Le général des ténèbres. Il est équipé d'une lourde armure. Comme arme, il dispose d'un boulet piquant qu'il fait tournoyer au bout d'une chaine. Toutefois, sa véritable forme est le Dragon Noir, un dragon avec un joyau sur le front. C'est lui qui capture Din pour mettre le chaos en Holodrum.
- Din est l'Oracle des Saisons qui veille au bon équilibre des saisons. Elle est une excellente danseuse. Elle sera capturée par Onox, qui utilisera son pouvoir pour mettre le désordre dans les saisons d'Holodrum. Link parviendra cependant à la libérer d'Onox.
- L’Arbre Bojo est un arbre sage et ancien possédant un grand pouvoir. Il connaît le pouvoir des essences de la nature et charge Link de les retrouver. Une fois cela fait, il lui offre la Graine Bojo, contenant le pouvoir réuni des huit essences, qui permet à Link d'accéder au repaire d'Onox. Au début de l'aventure, il est vieux et fatigué : c'est pour ça qu'il s'est endormi et n'a pas pu empêcher l'enlèvement de Din par Onox. Au fur et à mesure que link va récupérer les essences des saisons, il va retrouver de la force, devenir de plus en plus gros et ne va plus passer tout son temps à dormir.
- Impa est la nourrice de Zelda. Celle-ci l'avait chargée d'emmener Din auprès d'elle. Toutefois Impa n'a pas pu protéger Din d'Onox. Après l'enlèvement de Din, elle va aider Link en lui donnant des conseils.

#### Histoire

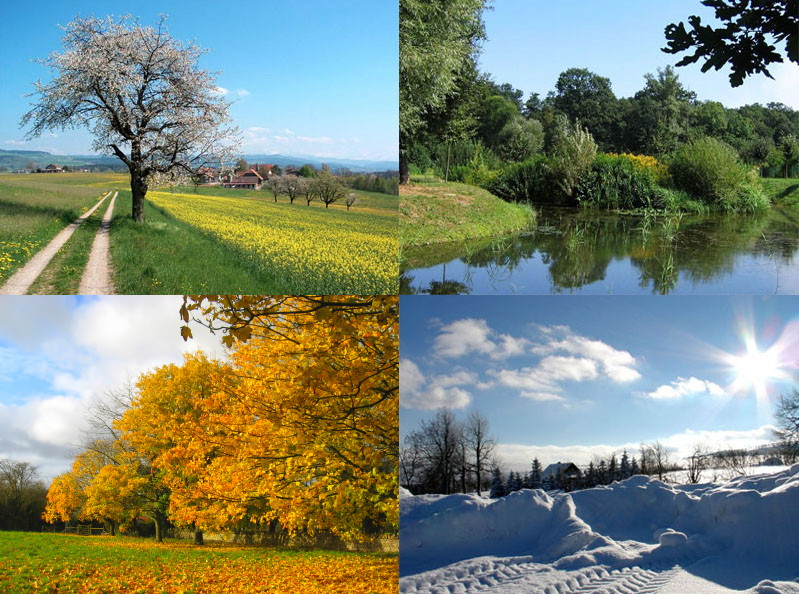
Les Quatre Saisons.

Symbole de la Triforce.

Link entre dans le temple de la Triforce d'Hyrule, et accède au symbole. Ce dernier lui dit qu'il a une quête à accomplir, et le propulse dans le royaume d'Holodrum. Le héros, évanoui, est recueilli par Din, une jeune danseuse qui voyage avec sa troupe dans laquelle on pourra retrouver Impa, la nourrice de Zelda.
Pendant que la troupe danse et chante, un mystérieux tourbillon disperse les membres de la troupe et enlève Din. Il s'agit d'Onox, le général des ténèbres. Son but est d'enlever Din qui est en réalité l'oracle des saisons et d'ensevelir le temple des saisons pour que ces dernières soit désordonnées. Il enferme l'oracle dans un château recouvert de ténèbres qui empêche n'importe qui de rentrer.
Impa réveille Link et lui annonce la vérité sur Din et sur la mission que lui a confié Zelda, escorter l'oracle des saisons jusqu'au château d'Hyrule. Elle lui dit d'aller voir l'arbre Bojo qui pourra l'aider. Mais pour aller le voir, il faut une épée. Link part au village Horon et découvre que les saisons changent sans arrêt et dans n'importe quel ordre.
Il apprend que l'épée du héros serait cachée dans la grotte du héros mais ne trouve qu'une vulgaire épée de bois. Il va voir l'arbre Bojo qui lui dit qu'il doit trouver les essences de la nature pour enlever la barrière des ténèbres. Il faut aussi retrouver sous terre le temple des saisons ainsi que le sceptre des saisons qui permet de les contrôler.
Link trouve la première essence de la nature et les ruines du temple. Il découvre le sceptre des saisons mais qui a perdu tous ses pouvoirs. Pour le restaurer, il doit trouver les quatre esprits de la nature qui lui permettent de contrôler une saisons chacun. Le héros part donc à la recherche des essences et des esprits de la nature pour reconstituer le sceptre, sauver Din et remettre en place les saisons.

### Oracle of Ages

#### Univers
Oracle of Ages se déroule dans le royaume de Labrynna. Ce royaume existe dans deux époques lors de l'aventure : passé et présent. L'interaction entre les deux époques est très importante et il est nécessaire de savoir passer entre les deux pour évoluer.
Dans le présent, Labrynna est dominée par Cité Lynna. Le palais de la reine Ambi n'existe pas dans cette époque, et il est impossible de pénétrer dans la Tour Noire. Au nord-ouest, la ville en ruines de Cité Symétrie domine les alentours. À l'est de cette dernière et donc au nord de la maison de Nayru se trouve la ville de Rouleroche où vivent les Gorons. Le cimetière est à l'est de Cité Lynna. L'île des Tokays est au sud-est de Lynna, tandis que le village des Zoras est au sud-ouest. Au nord de ce village se trouve la forêt des fées.
Dans le passé, Labrynna est dirigé par la reine Ambi. Une partie des donjons à parcourir se trouve à cette époque. Contrairement au présent, le village Symétrie n'est pas en ruines, et le cimetière n'est pas encore construit. À sa place se trouve le labyrinthe au bout duquel se trouve le huitième donjon. Hormis cela, Labrynna dans le passé est géographiquement très similaire à celle du présent. Les grandes lignes du scénario se déroulent dans le passé, notamment avec l'intrigue de la reine Ambi et le combat final contre Veran. L'Arbre Bojo est encore une jeune pousse dans le passé.

#### Personnages
- Link est le héros du jeu et de la série. Ce jeune hylien vêtu de vert est un fameux guerrier venu du royaume d'Hyrule, pays de la princesse Zelda. La Triforce l'a conduit à Labrynna. Il doit sauver Nayru et tout le royaume de la sorcière Veran.
- Veran est une sorcière très puissante. Elle a la faculté de se métamorphoser en ce qu'elle souhaite et peut également occuper le corps d'une autre personne. Elle utilisera ce pouvoir pour s'emparer du corps et donc de la puissance de Nayru, et utilisera ses facultés d'Oracle des Âges pour semer le chaos dans Labrynna. Elle part dans le passé afin d'y construire la Tour Noire, haut édifice, dont la construction fut à l'origine décidé par la reine Ambi. Cette tour doit lui permettre de diriger Labrynna durant toutes les époques. Link parvient à chasser Veran de l'esprit de Nayru, mais la sorcière ira dans le corps de la reine Ambi. Veran déteste les graînes mystère, et s'en éloigne dès qu'elle le peut.
- Nayru est l'Oracle des Âges. Ses pouvoirs lui permettent d'agir sur le temps. Sa voix est réputée dans tout le royaume, et de nombreux animaux viennent écouter son chant. Elle sera capturée par Veran, qui utilisera son pouvoir pour retourner dans le passé. Link parviendra cependant à la libérer de l'emprise de Veran.
- Ambi est la reine de Labrynna dans le passé. Désespérée par la disparition de son amoureux, elle décide de bâtir une haute tour, afin de pouvoir l'apercevoir dans le lointain. Elle rencontre Nayru possédée par Veran, qui lui propose de l'aider à mener à bien son projet en arrêtant le temps, afin que la journée ne s'achève jamais.
- Ralph est le meilleur ami de Nayru et son protecteur. Sa capture l'a rendu fou, et il tente par tous les moyens de la sauver. On apprendra plus tard qu'il est le descendant de la reine Ambi.
- L’Arbre Bojo est un arbre sage et ancien possédant un grand pouvoir. Elle connaît le pouvoir des essences du temps et charge Link de les retrouver. Une fois cela fait, elle lui offre la Graine Bojo, contenant le pouvoir réuni des huit essences, qui permet à Link d'accéder au repaire de Veran. L'arbre est amoureuse de Link depuis que ce dernier l'a sauvé d'une embuscade.
- Impa est la nourrice de Zelda. Possédée par Veran, elle arrive à Labrynna, mais ne parvient pas à déplacer un rocher, portant la marque de la Triforce, qui lui permettrait d'accéder à la maison de Nayru. Link, qui ne savait pas qu'elle était possédée, l'aida à atteindre l'oracle des âges. Après que Veran eut capturé Nayru, Impa fut délivrée de son emprise et décida de se racheter en aidant Link.
- Tingle existe dans ce jeu dans un rôle secondaire. Il offre des cartes de la mer.

#### Histoire
Link entre dans le temple de la Triforce, et se retrouve tout de suite devant la sainte relique. Alors qu'il s'approche pour s'en emparer, une voix s'élève et l'interpelle. Puis, un vortex l'aspire brutalement qui le projette dans une forêt sombre. Une fois la secousse passée, Link se rend compte qu'il perçoit des cris. Link se dirige vers les cris, et arrive dans une clairière. Une femme y est à terre, attaquée par des animaux. À l'arrivée de Link, les animaux s'enfuient, apeurés.
Link reconnait tout de suite la femme à terre, il s'agit d'Impa, la nourrice de Zelda. Elle aussi le reconnait et lui expliqua qu'elle devait trouver une femme qui chante quelque part dans ces bois, et elle lui demande alors de l'accompagner. Il accepte et tous deux partent à la recherche de la mystérieuse chanteuse.
Après un court chemin, ils trouvent une jeune femme entourée de bêtes de la forêt. Elle possède d'étranges cheveux bleus très longs, et elle chante divinement bien. Cette jeune femme s'appele Nayru. Puis, Impa interrompit le charme de la scène en tordant son visage et en relâchant un rire ténébreux.
Tout à coup, une ombre s'échappe du corps d'Impa et se met à virevolter dans les arbres jusqu'à prendre la forme de Veran, la sorcière des Ombres. Après un rapide retour à sa forme ectoplasmique, elle s'introduit dans le corps de Nayru qui disparait avec Veran dans un éclair.
Nayru a été attaqué par Veran car elle est l'Oracle des Âges de Labrynna et elle dispose la capacité de modifier à sa guise le flux du temps.
Une nouvelle aventure attend Link : arrêter Veran avant qu'elle ne parvienne à modifier le passé et faire du présent l'Âge des Ténèbres.

## Relation entre les deux jeux
Les jeux Oracle of Seasons et Oracle of Ages sont liés entre eux. Ainsi, en terminant Oracle of Seasons, on peut, par un mot de passe, retrouver sa sauvegarde dans Oracle of Ages et vice versa. Une fois le deuxième jeu terminé, il est possible d'accéder au donjon final et d'affronter les sorcières Twinrova et Ganon.
Chaque jeu possède donc deux versions : une avec l'aventure habituelle, et une dont le scénario est complété par une intrigue concernant la princesse Zelda et Ganon.
Les jeux sont également susceptibles d'être reliés par câble link. Ce système sert exclusivement à l'échange d'anneaux.

## Système de jeu

### Généralités
Oracle of Seasons et Oracle of Ages sont très proches graphiquement, au niveau sonore et au niveau de la jouabilité de Link's Awakening DX. Les contrôles basiques sont les mêmes que dans le jeu Game Boy. Link se bat usuellement avec une épée en guise de première arme, suppléée par un deuxième objet d'équipement. Cependant, il est tout à fait possible de remplacer par un autre objet si besoin est.
En plus des objets communs à l'univers de The Legend of Zelda, Oracle of Ages et Oracle of Seasons comptent quelques nouveautés, comme le Lance-graines ou le Grappin. Contrairement à la majorité des jeux de la série, Link ne s'équipe pas automatiquement du bouclier et de l'épée lorsqu'il les possède. Ils peuvent être assignés, de même que tous les autres objets d'équipement, dans un des deux espaces de l'interface de jeu.
Pour améliorer son équipement, il existe de nombreuses quêtes secondaires. La principale est la collection d'anneaux mystiques. Certains de ces anneaux donnent des bonus, d'autres permettent de se transformer en une créature du jeu. Enfin, certains ne servent à rien, sinon à représenter une action de Link. Ainsi, Link reçoit l'Anneau Pourfendeur après avoir tué 1 000 monstres, ou l'Anneau Victoire après avoir vaincu Ganon. Pour pouvoir se servir d'un anneau, Link doit le faire évaluer chez le joaillier. Ce dernier peut également lui racheter ses anneaux en double.
Le jeu reprend le principe général et la présentation du jeu Game Boy Link's Awakening, en y ajoutant de nouvelles mécaniques de jeu. L'objectif principal est d'obtenir les 8 essences de la nature ou du temps suivant le jeu, cachées dans des donjons et protégés par un boss. Une fois les huit réunies, elles constituent une sorte de clé permettant d'accéder à l'ultime boss du jeu. Link doit le vaincre pour remporter la partie.
Dans Oracle of Seasons, les saisons ont une influence sur la végétation, donnant de nouvelles zones à explorer : l'été, les lianes poussent permettant ainsi de grimper aux falaises, et les plans d'eau s'assèchent ; l'automne, les feuilles bouchent les trous ; l'hiver, les arbres perdent de leurs feuilles et l'eau stagnante gèle.
Dans Oracle of Ages, Link doit passer de l'époque passée à l'époque présente (et vice-versa) pour résoudre des énigmes (une action faite dans le passé a des conséquences sur le présent).

### Interface de jeu

#### Interface extérieure
Cette dernière comporte trois parties : à gauche, les deux espaces d'objet, correspondant chacun à une touche. Au milieu, si Link est dans un donjon, se trouve un indicateur de rubis (monnaie de Labrynna) et de clés. Hors d'un donjon, l'indicateur de clés disparait. Enfin, à droite se trouve la jauge de vie, symbolisée par une série de cœurs. Au début de l'aventure, il n'en possède que trois (ou quatre s'il a terminé Oracle of Ages et a transféré son personnage dans Oracle of Seasons), mais ce nombre peut augmenter. Des quarts de cœur sont cachés dans Holodrum, permettant, si Link en trouve quatre, de lui octroyer un cœur supplémentaire. Les boss libèrent à leur mort un cœur entier, soit l'équivalent de quatre quarts de cœur directement assemblés. Le nombre maximum de cœurs est de 14.

#### Menu de jeu
Le menu possède 3 fenêtres. La première indique les objets utilisables par le joueur. C'est à partir de cet écran qu'il peut sélectionner les objets à assigner aux deux espaces de l'interface de jeu. La seconde fenêtre contient les objets spéciaux, comme les clés, et les objets d'échange. Les objets spéciaux sont utilisés automatiquement lorsque Link en a besoin et ne peuvent donc pas être assignés à un espace. En bas de l'écran se trouve la boîte à anneaux mystiques. Link peut trouver les anneaux dans des coffres, des graines ou en résolvant des quêtes annexes ou en gagnant à des mini-jeux. La boîte contient normalement un anneau, mais peut être agrandie plus tard dans le jeu pour contenir trois puis cinq anneaux. Un seul anneau peut être activé à la fois dans la boîte, et Link profite ainsi de son pouvoir. Le dernier écran du menu contient les différentes essences déjà trouvées par Link, une icône représentant la saison en cours pour Oracle of Seasons ou l'époque (passé ou présent) pour Oracle of Ages, l'indicateur du nombre de quarts de cœur que Link a en sa possession pour former le prochain cœur, ainsi que la commande permettant de sauvegarder sa partie.

### Système de donjons
Chaque donjon est construit de façon à contenir de nombreuses salles avec pour la plupart une énigme à y résoudre. Vers le milieu de la progression se trouve un mini-boss à affronter. Une fois vaincu, le mini-boss laisse une petite fée derrière lui ainsi qu'un téléporteur permettant de revenir à l'entrée du donjon, et vice-versa. Chaque donjon comporte également un objet d'équipement supplémentaire, comme le grappin ou le bracelet de force.
Link doit trouver trois objets, récurrents dans chaque donjon :
- la Carte, permettant, par pression de la touche Select, d'afficher une carte complète du donjon, indiquant par une case chaque salle. Celles traversées par Link sont colorées en bleu, les autres sont en noir. Une icône représentant le visage de Link montre dans quelle pièce il se trouve.
- la Boussole, qui complète la carte en y plaçant les emplacements des coffres non ouverts ainsi que de la salle du boss. De plus, la console émet un petit son quand Link entre dans une salle ou il y a un coffre non ouvert (seulement s'il a la boussole).
- la Clé du Boss, qui ne peut ouvrir qu'une seule porte : celle menant à la salle où se trouve le boss du niveau.

En plus de ces trois objets, Link doit également trouver de nombreuses clés « normales », permettant d'ouvrir les portes équipées d'une serrure. Comme dans chaque Zelda, une clé peut s'utiliser sur n'importe quelle serrure du donjon (sauf pour la porte du boss) mais uniquement dans le donjon où cette clé a été trouvée.
Le boss se trouve dans la dernière salle du donjon, et seule une technique particulière permet de le vaincre, nécessitant généralement d'utiliser un équipement trouvé dans le donjon. Une fois vaincu, le boss laisse derrière lui un cœur entier pour Link et libère l'accès à la salle où se trouve l'essence.

### Graines
Link peut également trouver des graines Gasha. Il ne peut les planter qu'à certains endroits. Au bout d'un certain temps, ces graines deviennent un arbre, pourvu d'une grosse noix rouge. En la faisant tomber d'un coup d'épée, Link récupère son contenu, variable, allant de l'anneau à un certain nombre de rubis, en passant par une petite fée soignant Link.
D'autres graines, les graines Mystiques, servent à Link pour son aventure. Chaque type de graine a une forme particulière et possède un arbre qui lui est propre, ainsi qu'un ou plusieurs pouvoirs selon leur mode d'utilisation.
| Nom de la graine | Couleur et forme                          | Fonction usuelle                                       | Fonction sur l’ennemi                 |
| ---------------- | ----------------------------------------- | ------------------------------------------------------ | ------------------------------------- |
| Graine Braise    | Rouge orangé, forme ronde                 | Allume un feu dans une torche                          | Brûle l'ennemi                        |
| Graine Mystère   | Bleu cyan, forme de point d'interrogation | Placé sur une statue de hibou, donne un conseil        | Est remplacé par une graine au hasard |
| Graine Parfum    | Orange, forme de boule bardée d'épines    | Distrait certains monstres                             | Inflige des dégâts                    |
| Graine Pégase    | Bleu foncé, forme d'aile                  | Permet de se déplacer plus vite et de sauter plus loin | Paralyse l'ennemi                     |
| Graine Vent      | Bleu cyan, forme de tornade               | Transporte à un arbre mystique au choix                | Emporte les ennemis au loin           |

### Système de mots de passe
Le système de mots de passe permet, en plus de transférer sa sauvegarde sur l'autre jeu, d'obtenir de nouveaux objets. Dans l'un des jeux, un PNJ peut parfois demander à Link d'aller voir un autre PNJ situé dans l'autre jeu afin de lui donner un mot de passe. Ces mots de passe, une fois donnés aux bons personnages, permettent d'obtenir les plus puissants équipements du jeu, comme l'épée de niveau 3.
Farore, l'Oracle des Secrets, qui se trouve dans l'arbre Bojo (à partir du moment ou on peut entrer en lui) conserve tous les mots de passe donnés à Link dans un livre, afin que le joueur puisse les retrouver facilement. De plus, lorsqu'un secret permet d'obtenir un objet, seule Farore est en mesure de donner forme au secret et ainsi d'offrir l'objet à Link.

### Compagnons de voyage
Link rencontre durant son aventure trois créatures disposées à lui venir en aide en tant que compagnon de voyage occasionnel : Moosh, Dimitri et Ricky. Chacun possède de nombreuses aptitudes permettant à Link d'accéder à des endroits qui lui sont normalement inaccessibles car il ne possède pas l'équipement adapté.
- Moosh est un ours bleu et possède de petites ailes lui permettant de léviter pendant quelques secondes. Il permet à Link de traverser de longues rangées de trous profonds. Il peut également infliger des dégâts en chargeant son énergie avant de se laisser lourdement tomber sur le sol, blessant tous les ennemis autour de lui. Cependant, Moosh a peur de l'eau et s'en tient toujours éloigné. Pour qu'il accompagne Link, il faut lui donner des bananes printemps.
- Dimitri est une sorte de dinosaure rouge, virtuose dans l'art de la nage. Il peut nager dans toutes les eaux, et peut également remonter une cascade, ce dont Link est incapable, peu importe son équipement. En outre Dimitri peut dévorer un ennemi situé en face de lui. Link peut porter et lancer Dimitri grâce au bracelet de force (par exemple pour le faire passer par-dessus un trou). Pour qu'il accompagne Link, il faut le sauver de la patrouille du village.
- Ricky est un kangourou boxeur. Il se sert de ses poings pour vaincre ses ennemis. En chargeant son énergie, il peut envoyer une petite tornade anéantissant tout ce qui se trouve dans sa rangée. Ricky se déplace par bonds et est capable de sauter une falaise, ce dont Link est incapable, peu importe son équipement. Ricky peut aussi sauter par-dessus un trou. Pour qu'il accompagne Link, il faut lui ramener ses gants de boxe.

L'un d'eux donne une flûte à Link (en fonction des actions que celui-ci fait à la fin du 2e donjon), permettant de l'appeler afin que Link obtienne de l'aide de sa part.

### Mini-jeux
Oracle of Ages et Oracle of Seasons regorgent de mini-jeux, généralement des épreuves de réflexe et de rapidité, parfois nécessaires pour avancer dans le scénario.
Le mini-jeu le plus fréquent est celui de Maple. Cette jeune sorcière vole sur un balai et apparaît aléatoirement (dès que trente ennemis ont été tués ou quinze avec un anneau spécial). Lorsque l'écran sur lequel se trouve Link est traversé par Maple, les monstres censés se trouver sur l'écran disparaissent et une petite ombre trace un chemin au-dessus de Link. Lorsque l'ombre quitte l'écran, Maple passe. Le but de Link est de la percuter. Cela dispersera des objets appartenant à l'un ou l'autre sur l'écran. Le but est alors d'en récupérer un maximum avant Maple. Il est possible d'obtenir des graines Gasha, des rubis ou des anneaux par ce procédé. Maple apparaît sur des écrans spécifiques. D'ailleurs, dès que Link fini un donjon, la première fois qu'il arrive sur ce genre d'écran il y rencontre Maple.
D'autres mini-jeux, comme le rituel de réparation de Patch, le Tokay Sauvage ou encore la Danse Goron, apparaissent dans l'aventure et permettent à Link de gagner une récompense à chaque victoire. Cette récompense est souvent lors de la première victoire un objet essentiel à la quête. Après l'avoir gagné, Link peut rejouer, et remporter divers prix, comme des rubis.

### Objets d'équipement
Link affronte les monstres en les frappant, généralement avec l'épée, même s'il existe d'autres armes. Link trouve dans chaque donjon un nouvel objet d'équipement, et apprend à se servir dans le donjon même, pour résoudre certaines énigmes et pour vaincre le boss.
- l'épée permet à Link de se battre contre les monstres. En pressant longuement le bouton assigné à l'épée, Link charge l'énergie et peut faire une attaque cyclone, frappant tout ce qui se trouve autour de lui avec beaucoup plus de puissance. L'épée possède plusieurs niveaux de puissance. Link ne peut d'ailleurs pas vaincre Twirova ou Ganon avec le premier niveau. Pour obtenir l'épée de niveau 2, Link doit aller au bout d'un système d'échanges d'objets particuliers, obtenus et échangés en discutant avec divers personnages[5]. L'épée 2 est plus puissante (que ce soit le coup normal ou l'attaque cyclone) et lance des rayons quand la vie de Link est à son maximum (rayon qui font autant de dégâts qu'un coup d'épée niveau 1).
- le sac de graines permet de contenir les graines mystiques. Sa capacité peut augmenter au cours du jeu[5].
- l'écu est un bouclier permettant à Link de parer certaines attaques. Comme l'épée, il possède plusieurs niveaux de puissance, permettant de parer plus d'attaques[5].
- la pelle permet de creuser la terre ou les mottes, afin de dégager des passages ou trouver des objets cachés sous terre (ou parfois des ennemis)[5].
- la harpe des Âges, possédant 3 musiques aux pouvoirs distincts, permet de voyager dans le temps[5]. La première permet d'ouvrir des portails du temps, symbolisés par un carré sur lequel un tourbillon est dessiné. Le deuxième permet de rejoindre le présent à partir du passé, peu importe l'emplacement de Link. Le dernier permet à Link de se déplacer sans condition dans les deux sens du temps.
- le bracelet de Force permet à Link de pousser des objets lourds ou de les soulever. Il peut ainsi débloquer des passages ou activer des mécanismes particuliers. Il possède deux niveaux de puissance influant sur la capacité à porter des objets plus lourds.
- la plume de Roc permet à Link de sauter par-dessus des trous ou des zones d'eau.
- le lance-graines permet de lancer des graines mystiques. Il est directement relié au sac de graines et a donc la même capacité de contenance. Les graines lancées peuvent rebondir sur les murs, et ainsi atteindre des zones où Link ne peut normalement pas les envoyer[5]. Il n'est pas le même que celui d'Oracle of Seasons.
- le grappin, permettant à Link de prendre la place d'un autre objet, et ainsi de traverser des zones qu'il ne peut normalement pas traverser, comme une rivière de lave. Il possède deux niveaux de puissance influant sur la portée.
- la canne de Somaria, permettant de créer un bloc magique[5], que Link peut pousser à loisir. Il permet ainsi d'identifier un chemin invisible ou d'activer un interrupteur. Link ne peut créer qu'un seul bloc à la fois. Link peut également soulever le bloc avec le bracelet de Force pour le projeter sur les ennemis tel une arme (une fois soulevé le bloc reste dans les mains de Link même s'il change d'écran).
- les palmes de Zora permettent à Link de nager dans des eaux peu profondes. Il peut également accélérer avec ou plonger quelque temps, ce qui permet parfois d'accéder à des zones cachées sous l'eau ou de se protéger d'une attaque. Elles évoluent au cours du jeu en un costume de sirène, permettant de nager dans toutes les eaux, et de plonger dans la mer. Contrairement aux autres équipements, les palmes de Zora et la tenue de sirène n'ont pas besoin d'être équipés pour être utilisés : elles s'activent automatiquement dès que Link va dans l'eau. Les commandes pour se déplacer dans l'eau sont différentes avec la tenue de sirène qu'avec les palmes.

### Système de donjons
Chaque donjon est construit de façon à contenir de nombreuses salles avec pour la plupart une énigme à y résoudre. Vers le milieu de la progression se trouve un mini-boss à affronter. Une fois vaincu, le mini-boss laisse une petite fée derrière lui ainsi qu'un téléporteur permettant de revenir à l'entrée du donjon, et vice-versa. Chaque donjon comporte également un objet d'équipement supplémentaire, comme le grappin ou le bracelet de force.
Link doit trouver trois objets, récurrents dans chaque donjon :
- la carte, permettant, par pression de la touche Select, d'afficher une carte complète du donjon, indiquant par une case chaque salle. Celles traversées par Link sont colorées en bleu, les autres sont en noir. Une icône représentant le visage de Link montre dans quelle pièce il se trouve[5].
- la boussole, qui complète la carte en y plaçant les emplacements des coffres non ouverts ainsi que de la salle du boss[5]. De plus, la console émet un petit son quand Link entre dans une salle ou il y a un coffre non ouvert (seulement s'il a la boussole).
- la clé du boss, qui ne peut ouvrir qu'une seule porte : celle menant à la salle où se trouve le boss du niveau[5].

En plus de ces trois objets, Link doit également trouver de nombreuses clés « normales », permettant d'ouvrir les portes ou blocs équipés d'une serrure. Comme dans chaque Zelda, une clé peut s'utiliser sur n'importe quelle serrure du donjon (sauf pour la porte du boss) mais uniquement dans le donjon où cette clé a été trouvée.
Le boss se trouve dans la dernière salle du donjon, et seule une technique particulière permet de le vaincre, nécessitant généralement d'utiliser un équipement trouvé dans le donjon. Une fois vaincu, le boss laisse derrière lui un cœur entier pour Link et libère l'accès à la salle où se trouve l'essence.
- Donjon 1 – Tombe Esprits : Situé dans le cimetière Yoll, ce tombeau abrite de nombreux fantômes. Il cache le Bracelet de Force et la première essence du temps : l'Esprit Éternel.
- Donjon 2 – Donjon Ailes : Situé dans la forêt Bojo, ce donjon abrite plusieurs pièges, ainsi que la Plume de Roc. L'essence du Bois Ancien s'y trouve.
- Donjon 3 – Grotte Lune : Situé sur l'île Croissant, ce donjon cache le lance-graines, ainsi que l'essence de l'Écho du Hurlement.
- Donjon 4 – Donjon Zombies : Situé dans la Cité Symétrie, ce donjon volcanique cache le Grappin et l'essence de la Flamme Brûlante.
- Donjon 5 – Donjon Couronne : Situé à Rouleroche, Link y découvre la Canne de Somaria. Ce donjon cache l'essence de la Terre Sacrée.
- Donjon 6 – Grotte Sirène : Situé à Rouleroche, ce donjon a la particularité unique d'être présent dans le passé et dans le présent. Link doit d'ailleurs alterner plusieurs fois entre présent et passé pour arriver au bout de ce donjon. Le costume de sirène s'y trouve, de même que l'essence du Pic Solitaire.
- Donjon 7 – Ventre Jabu-Jabu : Situé dans le village Zora, ce donjon presque intégralement situé sous l'eau abrite le Grappin de niveau 2 ou Échangeur, ainsi que l'essence de la Marée Mouvante.
- Donjon 8 – Tombeau Ancien : Situé au bout du labyrinthe de la Mer des Âmes Perdues, ce tombeau regorge d'énigmes subtiles. Le Gant de force, niveau 2 du Bracelet de force, s'y trouve, de même que l'essence de l'Étoile Tombante.
- Dernier donjon – Tour Noire : Ce donjon abrite les plus dangereux monstres du jeu. Le boss final, Veran, s'y trouve également.

## Développement
Yoshiki Okamoto, créateur de jeux et directeur général de Flagship, travaillait avec une équipe pour créer un jeu Zelda, mais ne parvint pas à décider quelle voie le développement devrait prendre. Il voulait faire un remake de The Legend of Zelda pour Game Boy Color, le tester et en faire la base d'un nouveau jeu plus ambitieux. D'autres membres de son équipe voulaient créer un nouveau jeu dès le départ. Déçu par le manque de résultats durant un an, Okamoto décida de recruter Yoshifumi Yamashita, directeur de Capcom. Il demanda également l'aide de Shigeru Miyamoto, le créateur de la série. Nintendo et Capcom commencèrent à travailler sur six titres Zelda pour Game Boy Color : deux basés sur d'anciennes versions et quatre jeux originaux.
L'équipe de développement rencontra rapidement les premiers problèmes. Okamoto voulait créer les jeux rapidement, chaque suite devant débarquer environ six mois après sa préquelle. Comme Nintendo n'avait pas l'habitude de fonctionner ainsi et que Miyamoto avait d'autres projets en parallèle, l'équipe demanda finalement à Flagship, la société dirigée par Okamoto et créée par Sega, Capcom et Nintendo, de créer des scénarios pour les jeux. Afin de satisfaire Miyamoto, qui avait l'habitude de créer un scénario et une intrigue après avoir clairement imaginé le gameplay de ses jeux, Flagship dut plusieurs fois remanier scénarios et cartes pour correspondre à l'idée de Shigeru Miyamoto pour le gameplay. La Game Boy Color posa problème pour l'adaptation de jeux consoles, notamment sur le point de la taille de l'écran. Ainsi, il était impossible pour les joueurs de voir une salle en entier sans défilement. Il devenait alors simple pour le joueur de négliger un indice ou un escalier situé sur un mur.
Malgré ces problèmes, l'équipe tenta de porter The Legend of Zelda sur Game Boy Color et décida finalement de développer une série de trois jeux sous le nom de « Trilogie de la Triforce », nommée d'après la relique éponyme. Chaque jeu devait être associé à une des parties de la Triforce : Sagesse, Courage et Force.
Le premier jeu de la trilogie fut présenté au Nintendo Space World en 1999 sous le nom de projet The Legend of Zelda: The Acorn of the Mystery Tree – Tale of Power. Ce jeu d'action devait concerner Ganon, la Princesse Zelda et un objet nommé le « Sceptre des Saisons », qui répandait le chaos dans Hyrule en changeant le cycle des saisons. Dans la démonstration jouable, Link résolvait des énigmes en utilisant le Sceptre des Saisons pour changer la saison et ainsi manipuler l'environnement. Ce concept est d'ailleurs celui de Oracle of Seasons. Tale of Wisdom, basé sur des énigmes en rapport avec les couleurs et Tale of Courage, basé sur un système d'énigmes temporelles sur un fonctionnement analogue à celui des saisons, ne furent pas présentés. Les titres japonais des jeux furent changés en The Legend of Zelda: The Mysterious Acorn – Chapter of Power, Chapter of Wisdom et Chapter of Courage. Aux États-Unis, les noms des jeux devaient être The Legend of Zelda: Mystical Seed of Power, Mystical Seed of Wisdom et Mystical Seed of Courage.
Les jeux devaient interagir entre eux. Ainsi, les actions accomplies dans un des jeux devaient avoir une influence sur les deux autres. Les développeurs pensaient à utiliser un adaptateur pour téléphone portable pour transférer les données, puis opta pour un système de mots de passe. Les limites de ce système et les difficultés de coordonner trois jeux compliquèrent les choses. L'équipe, sur une suggestion de Miyamoto, décida de se réduire à deux jeux. Oracle of Seasons (Chapter of Earth au Japon) fut adapté de Mystical Seed of Wisdom. Mystical Seed of Courage fut annulé.
Les nombreux changements de design repoussèrent la date de sortie à l'arrivée de la Game Boy Advance. L'équipe décida d'ajouter de nouveaux éléments au jeu s'il était inséré dans une GBA, mais fut effrayé par le temps additionnel de développement. L'équipe fut finalement en mesure d'incorporer des fonctionnalités GBA et sortirent les jeux environ un mois avant la sortie de la Game Boy Advance.

### Musique
La bande son de Oracle of Seasons est composée par Koji Kondo. Celle-ci est vaste, disposant d'un thème pour chaque lieu visité. Chaque donjon possède sa propre musique. Les combats contre les boss et les mini-boss ont également leur musique propre.

## Commercialisation
Au Japon, Oracle of Seasons est sorti sous le titre Zeruda no densetsu: Fushigi no ki no mi jikū no shō (ゼルダの伝説 ふしぎの木の実 時空の章) et Oracle of Ages est sorti sous le titre Zeruda no densetsu: Fushigi no ki no mi daichi no shō (ゼルダの伝説 ふしぎの木の実 大地の章).

## Accueil

### Critiques d'Oracle of Ages
Oracle of Ages et Oracle of Seasons furent bien reçus par la critique. Chacun d'eux s'est vendu à environ 4 millions d'exemplaires. Les magazines furent généralement positifs envers les deux jeux. Chris Carle, d'IGN, affirma qu'ils étaient les « deux meilleurs jeux jamais faits sur Game Boy Color ». L'interconnexion entre les deux jeux fut vue comme une des meilleures idées des titres. La possibilité de jouer les jeux dans le sens voulu plut beaucoup, ainsi que le système de mots de passe.
Le magazine Gaming Target dit qu'Ages était « lumineux et coloré, avec une attention méticuleuse portée aux détails ».
Gaming Age ajouta que les jeux étaient « le sommet graphique de la Game Boy Color ».
Pour l'univers sonore, les avis furent plus partagés. Certains journalistes se dirent déçus par la pauvreté sonore de la Game Boy Color qui ne contenait aucune voix. Cependant, ils notèrent que les deux jeux s'en sortaient mieux que beaucoup d'autres jeux de la console. Les musiques du jeu furent appréciées et considérées comme parfaitement complémentaires de l'univers sonore des autres jeux Zelda. Le thème principal et les effets sonores entendus à la résolution d'une énigme furent considérés comme d'agréables nouveautés, tandis que d'autres bruitages du jeu furent critiqués pour leur ressemblance à un simple « bip, ».

## Postérité

### Édition limitée
Un coffret en édition limitée est sorti en 2001 comprenant les deux jeux Oracle of Ages et Oracle of Seasons plus des produits dérivés,.

### Manga
On compte un manga Oracle of Seasons qui raconte l'épopée de Link en Holodrum bien qu'il propose de nouveaux personnages comme le grand-père de Link ainsi qu'une entrée dans l'aventure moins déconcertante que la version originale parue sur cartouche Game Boy Color, ce qui enrichit l'histoire d'Oracle of Seasons.
Il existe un manga Oracle of Ages qui raconte l'épopée de Link en Labrynna bien qu'il propose de nouveaux personnages comme Raven, un ancêtre de Link.
Cependant, Oracle of Ages est la suite directe du manga Oracle of Seasons ce qui veut dire que contrairement aux jeux, il est impératif de débuter par Oracle of Seasons pour pouvoir suivre l'intrigue.